# Standbild des Johannes Trithemius

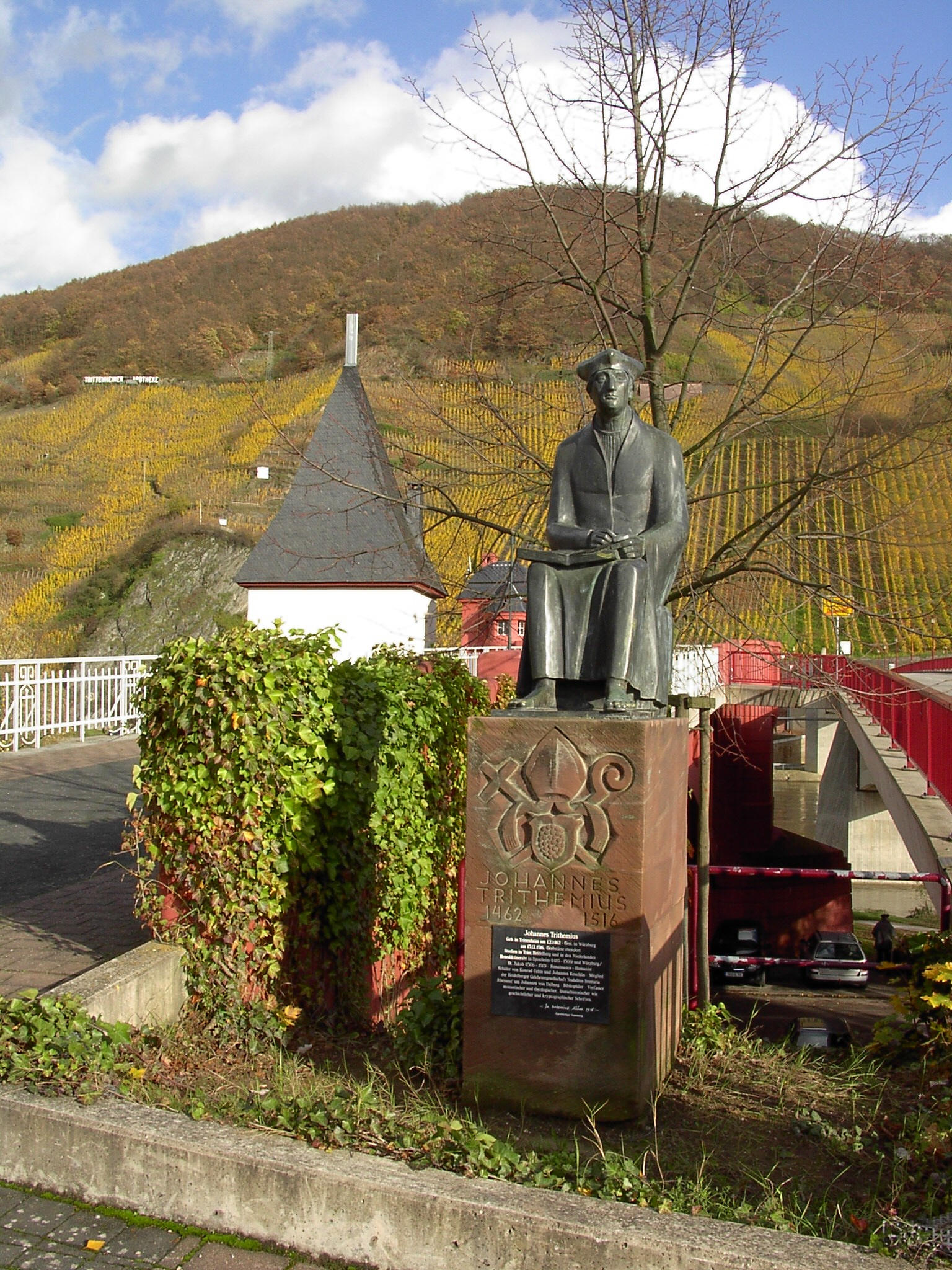
Skulptur Johannes Trithemius zwischen alter und neuer Moselbrücke. Trittenheim

Das Standbild des Johannes Trithemius in Trittenheim erinnert an den 1462 in Trittenheim geborenen bedeutenden Abt und Gelehrten Johannes Trithemius.
Die Bronzeskulptur wurde 1962 von dem ortsansässigen Bildhauer Walter Hennig geschaffen.
Die Skulptur zeigt einen lebensgroßen sitzenden Mann in mittelalterlichem Gelehrtengewand mit Gelehrtenkappe und einem aufgeschlagenen Buch auf den Knien. Sie steht auf einem etwa 1,20 Meter hohen Sockel, versehen mit dem Wappen und der Inschrift „Johannes Trithemius 1462 1516“.
Das am 11. August 1962 vor der Pfarrkirche enthüllte Denkmal wurde 1967 an den Übergang zwischen alter und neuer Moselbrücke versetzt.